# ميدالية أوتو فاربورغ
ميدالية أوتو فاربورغ (بالألمانية: Otto-Warburg-Medaille) هي ميدالية تمنحها سنويًا الجمعية الألمانية للكيمياء الحيوية والبيولوجيا الجزيئية (بالألمانية: Gesellschaft für Biochemie und Molekularbiologie) تكريمًا للعلماء الذين أسهموا إسهامات مميزة في مجال الكيمياء الحيوية. سميت الميدالية تكريمًا لعالم وظائف الأعضاء الألماني الحاصل على جائزة نوبل أوتو فاربورغ، ومُنحت للمرة الأولى في الاحتفال بعيد ميلاده الثمانين في 8 أكتوبر 1963.
حتى سنة 2016، كان تسعة من العلماء الحائزين لميدالية أوتو فاربورغ قد حصلوا أيضًا على جائزة نوبل.

## حائزو الميدالية
العلماء المتبوعة أسماؤهم بعلامة ، حصلوا أيضًا على جائزة نوبل.
| - 1963: فيودور لينن - 1965: كورت موتيس - 1968: مايكل سيلا - 1969: هانس كريبس ، كارل مارتيوس - 1972: إرنست كلينك - 1973: هانس ليو كورنبرغ - 1974: تيودور بوخر - 1975: هيلموت هولتزر - 1976: هاينتس-غونتر فيتمان - 1977: روبرت هوبر - 1978: فيلهيلم شتوفل - 1979: لوتار يانيكه - 1980: شارل فايسمان - 1981: مارتن كلينغنبيرغ - 1982: رودلف روت - 1983: غونتر بلوبل - 1984: رودلف تاور - 1985: بيتر شتارلنغر - 1986: يوليوس أدلر - 1987: شوساكو نوما - 1988: غوتفريد شاتس - 1989: هانس غورغ زاكاو - 1990: هورست فيت - 1991: ديتر أويسترهلت - 1992: كرستيانه نوسلاين فولهارد | - 1993: ماكس بيروتس - 1994: هلموت باينرت - 1995: أوغست بويك - 1996: فالتر ياكوب غيهرنغ - 1997: كلاوس فيبر - 1998: فولفغانغ باومايستر - 1999: كورت فوتريخ - 2000: فالتر نويبرت - 2001: جيمس روثمان - 2002: كورت فون فيغورا - 2003: ألفرد فينتغهوفر - 2004: توم رابوبورت - 2005: آكسل أولرخ - 2006: كونراد زاندهوف - 2007: روبرت واينبرغ - 2008: سوزان ليندكويست - 2009: فرانتس-أولريش هارتل - 2010: أري هيلينيوس - 2011: بيتر والتر - 2012: ألكسندر فارشافسكي - 2013: راندي شيكمان - 2014: رودولف يانش - 2015: نيكولاوس فانر - 2016: إيمانويل شاربنتتيه - 2017: شتيفان ينتش |